# 会社別列車種別一覧
会社別列車種別一覧（かいしゃべつれっしゃしゅべついちらん）とは、日本における各鉄道事業者で運行されている列車種別を事業者別に、概ね停車駅の少ない順に示した一覧である。

## 見方
- 一部の路線のみに走っている列車種別もある。
- ※の種別は乗車券の他に特別料金が必要。
- ＊の種別は一部車両・座席、または一部区間において特別料金が必要（但し、JRのグリーン車は除く）。

## JRグループ

### 基本的な列車種別
JRグループでは基本的には以下の通り。
- ※特急[注釈 1]>※急行[注釈 2]>快速>普通（各駅停車）

### 快速・普通列車において派生的な種別を設定している線区
以下で述べる線区の快速・普通列車では派生的な種別を設定している。なお、特急列車は省略する。

#### 北海道旅客鉄道（JR北海道）
北海道旅客鉄道の3系統。
- 函館本線：※ホームライナー>＊特別快速「エアポート」>＊快速「エアポート」/「ニセコライナー」>普通
- 千歳線：＊特別快速「エアポート」>＊快速「エアポート」>＊区間快速「エアポート」>普通
- 石北本線：特別快速「大雪」>快速「きたみ」>普通

#### 東日本旅客鉄道（JR東日本）
東日本旅客鉄道の10系統。
- 仙石東北ライン：特別快速>快速（赤）[注釈 3]>快速（緑）[注釈 3]
- 埼京線：通勤快速>快速>各駅停車
- 湘南新宿ライン（大宮駅 - 新宿駅 - 大船駅間）：特別快速>快速（高崎線 - 東海道線）>快速（宇都宮線 - 横須賀線）・普通
- 常磐線：特別快速>普通（中距離電車：取手駅 - 上野駅 - 品川駅間快速、上野東京ライン直通含む）・快速（近距離電車、上野東京ライン直通含む）>各駅停車
- 高崎線：快速「アーバン」（上野東京ライン直通含む）>特別快速（湘南新宿ライン）>快速（湘南新宿ライン）・普通（上野東京ライン直通含む）
- 中央線：特別快速「ホリデー快速おくたま」>通勤特快>中央特快・青梅特快>通勤快速>快速>普通・各駅停車
- 東海道線：特別快速（湘南新宿ライン）>普通（上野東京ライン直通含む）・快速（湘南新宿ライン）
- 内房線・外房線：快速（総武線快速）>快速（京葉線）・普通
- 信越線（長野地区）：※特別快速「しなのサンライズ号」・「しなのサンセット号」・※特別快速「軽井沢リゾート号」[注釈 4]>快速>普通
- 上越線（新潟地区）：快速・普通（ほくほく線直通）>普通

#### 東海旅客鉄道（JR東海）
東海旅客鉄道の3系統。
- 東海道線・武豊線：※ホームライナー>特別快速>新快速>快速>区間快速>普通
- 中央線：※ホームライナー>快速>区間快速>普通
- 関西線・紀勢線・参宮線：＊快速「みえ」>快速>区間快速>普通

#### 西日本旅客鉄道（JR西日本）
西日本旅客鉄道の12系統。
- 大阪環状線：関空快速・紀州路快速・大和路快速>区間快速・直通快速>普通[1]
- 琵琶湖線・JR京都線・JR神戸線（北陸本線・東海道本線・山陽本線）：＊新快速[注釈 5]>＊快速[注釈 6]>普通[2]
- JR宝塚線（東海道本線・福知山線）：＊丹波路快速[注釈 6]・＊快速[注釈 6]>区間快速>普通[2]
- 学研都市線（片町線）：快速>区間快速>普通[2]
- おおさか東線：＊直通快速[注釈 6]>普通[3]
- 大和路線（関西本線）：大和路快速・＊直通快速[注釈 6]・快速>＊区間快速[注釈 6]>普通[3]
- 奈良線：＊みやこ路快速[注釈 6]>＊快速[注釈 6]>＊区間快速[注釈 6]>普通[3]
- 阪和線・関西空港線：関空快速・紀州路快速・快速>直通快速>区間快速>普通・シャトル[1]
- 湖西線：新快速>快速>普通[2]
- 宇野線・瀬戸大橋線：＊快速「マリンライナー」>普通
- 山陽本線・呉線：＊快速「通勤ライナー」[注釈 6]>＊快速「シティライナー」[注釈 6]>普通
- 山陰本線：快速「とっとりライナー」・快速>普通

#### 九州旅客鉄道（JR九州）
九州旅客鉄道の1系統。
- 鹿児島本線：快速（青）[注釈 7]>快速（緑）[注釈 7]>区間快速>普通

## 私鉄
私鉄では以下の通り。なお、臨時のみの系統・列車は省略する。

### 東北地方
東北地方は以下の通り。

#### 秋田内陸縦貫鉄道
秋田内陸縦貫鉄道の1系統。
- 秋田内陸線：※急行「もりよし」>快速>普通

#### 青い森鉄道
青い森鉄道の1系統。
- 青い森鉄道線：快速「しもきた」>普通

#### 仙台空港鉄道
仙台空港鉄道の1系統。
- 仙台空港線（仙台空港アクセス線）：快速>普通

### 関東地方
関東地方は以下の通り。

#### 東武鉄道
東武鉄道の2系統。
- 本線系統：※特急「スペーシアX」・（スペーシア・リバティ）「けごん」・「きぬ」・「リバティ会津」・「きぬがわ」・「スペーシア日光」・※特急（リバティ）「りょうもう」>※SL・DL「大樹」>※特急「スカイツリーライナー」>※THライナー>急行>区間急行>準急>区間準急>各駅停車[4]
- 東上線：＊TJライナー[注釈 8]≧川越特急>快速急行[注釈 9]>急行>準急>普通[5]

#### 小田急電鉄
小田急電鉄の3系統。
- 小田原線：※特急ロマンスカー>快速急行>通勤急行>急行>通勤準急>準急>各駅停車
- 江ノ島線：※特急ロマンスカー>快速急行>急行>各駅停車
- 多摩線：快速急行・通勤急行>急行・各駅停車

#### 京王電鉄
京王電鉄の2系統。
- 京王線系統：※Mt.TAKAO号≧＊京王ライナー[注釈 10]>特急>急行>区間急行>快速>各駅停車
- 井の頭線：急行>各駅停車

#### 京成電鉄・北総鉄道
京成電鉄・北総鉄道の3系統。
- 京成本線：※スカイライナー>※モーニングライナー・イブニングライナー>快速特急>アクセス特急>特急>通勤特急>快速>普通
- 押上線：快速特急・アクセス特急・特急・通勤特急・快速>普通
- 北総線・成田スカイアクセス線：※スカイライナー>アクセス特急>特急>普通
  - 京成電鉄での正式な列車種別は、スカイライナーを「特別急行(A)」、特急を「特別急行(B)」と呼称している。

#### 京浜急行電鉄
京浜急行電鉄の3系統。
- 本線：※モーニング・ウィング号>エアポート快特>＊イブニング・ウィング号[注釈 11]・＊快特[注釈 12]>特急>急行>普通
- 久里浜線：※モーニング・ウィング号>＊イブニング・ウィング号・＊快特[注釈 12]・特急・普通
- 空港線：エアポート快特>快特>特急・急行・普通

#### 相模鉄道
相模鉄道の2系統。
- 本線：特急>通勤特急>通勤急行>快速>各駅停車
- いずみ野線：特急・通勤特急>通勤急行・快速・各駅停車

#### 西武鉄道
西武鉄道の3系統。
- 池袋線：※特急「ちちぶ」・「むさし」>※S-TRAIN>快速急行[注釈 9]>急行>通勤急行>快速>通勤準急>準急>各駅停車[注釈 13]
- 西武秩父線：※S-TRAIN>※特急「ちちぶ」>各駅停車[注釈 13]
- 新宿線：※特急「小江戸」≧＊拝島ライナー[注釈 14]>通勤急行>快速急行>急行>準急>各駅停車[注釈 13]

#### 東急電鉄・横浜高速鉄道
東急電鉄・横浜高速鉄道の4系統。
- 田園都市線：＊急行[注釈 15]>準急>各駅停車
- 目黒線：急行>各駅停車
- 大井町線：＊急行[注釈 15]>各駅停車（緑）[注釈 16]>各駅停車（青）[注釈 16]
- 東横線・みなとみらい線：※S-TRAIN>特急[注釈 9]>通勤特急>＊急行[注釈 15]>各駅停車

#### 東京地下鉄（東京メトロ）
東京地下鉄の5系統。
- 東西線：快速>通勤快速>各駅停車
- 日比谷線：※THライナー>各駅停車
- 千代田線：※特急ロマンスカー>急行・準急・各駅停車
- 副都心線：※S-TRAIN>急行[注釈 9]>通勤急行>各駅停車
- 有楽町線：※S-TRAIN>各駅停車

#### 東京都交通局（都営地下鉄）
東京都交通局（都営地下鉄）の2系統。
- 浅草線：エアポート快特>快特・アクセス特急・特急・通勤特急・急行・快速・普通
- 新宿線：急行>各駅停車

#### 首都圏新都市鉄道
首都圏新都市鉄道の1系統。
- つくばエクスプレス線：快速>通勤快速[注釈 17]>区間快速>普通

#### 横浜市交通局（横浜市営地下鉄）
横浜市交通局（横浜市営地下鉄）の1系統。
- ブルーライン：快速>普通

#### 秩父鉄道
秩父鉄道の1系統。
- 秩父本線：※急行「SLパレオエクスプレス」[注釈 18]>※急行「秩父路」・西武線直通急行>各駅停車

#### 関東鉄道
関東鉄道の1系統。
- 常総線：快速>普通

#### 東京モノレール
東京モノレールの1系統。
- 東京モノレール羽田空港線：空港快速>区間快速>各駅停車

#### 宇都宮ライトレール
宇都宮ライトレールの1系統。
- 宇都宮芳賀ライトレール線：快速>各停

### 中部地方
中部地方は以下の通り。

#### えちごトキめき鉄道
えちごトキめき鉄道の1系統。
- 妙高はねうまライン：※特急「しらゆき」>普通

#### 富山地方鉄道
富山地方鉄道の1系統。
- ※特急「立山」・「アルペン」・「くろべ」>快速急行>急行>普通

#### IRいしかわ鉄道・あいの風とやま鉄道
IRいしかわ鉄道・あいの風とやま鉄道の1系統。
- IRいしかわ鉄道線・あいの風とやま鉄道線：※あいの風ライナー≧※特急「能登かがり火」・「花嫁のれん」>快速>普通

#### ハピラインふくい
ハピラインふくいの1系統
- ハピラインふくい線：快速>普通

#### えちぜん鉄道
えちぜん鉄道の1系統。
- 三国芦原線・勝山永平寺線：快速>普通

#### 福井鉄道
福井鉄道の1系統。
- 福武線：急行>普通

#### 富士山麓電気鉄道
富士山麓電気鉄道の1系統。
- 富士急行線（大月線・河口湖線）：※特急「富士回遊」・※フジサン特急・※富士山ビュー特急>※富士登山電車>快速>普通

#### しなの鉄道
しなの鉄道の2系統。
- しなの鉄道線：※特別快速「しなのサンライズ号・しなのサンセット号」>※特別快速「軽井沢リゾート号」>快速>普通
- 北しなの線：※特別快速「軽井沢リゾート号」>普通

#### 長野電鉄
長野電鉄の1系統。
- 長野線：※A特急・S特急>※B特急>各駅停車

#### 伊豆急行
伊豆急行の1系統。
- 伊豆急行線：※特急「（サフィール）踊り子」>普通

#### 伊豆箱根鉄道
伊豆箱根鉄道の1系統。
- 駿豆線：※特急「踊り子」[注釈 19]>普通

#### 静岡鉄道
静岡鉄道の1系統。
- 静岡清水線：急行[注釈 20]>通勤急行[注釈 20]>普通

#### 大井川鐡道
大井川鐡道の1系統。
- 大井川本線：※SL特急「SLトーマス号」・※SL/EL急行「かわね路号」・「南アルプス号」>普通

#### 名古屋鉄道
名古屋鉄道の8系統。
- 名古屋本線・豊川線：※ミュースカイ[注釈 21]>＊快速特急[注釈 21]>＊特急[注釈 21]>快速急行>急行>準急>普通
- 常滑線・空港線：※ミュースカイ[注釈 21]>＊特急[注釈 21]・快速急行>急行>準急>普通
- 河和線・知多新線：＊特急[注釈 21]>快速急行・急行・準急>普通
- 津島線・尾西線：＊特急[注釈 21]・急行・準急>普通
- 犬山線：※ミュースカイ[注釈 21]>＊快速特急[注釈 21]・＊特急[注釈 21]>快速急行>急行>準急>普通
- 広見線：※ミュースカイ[注釈 21]>普通
- 西尾線：＊特急[注釈 21]>急行>普通
- 瀬戸線：急行>準急>普通

### 近畿地方
近畿地方は以下の通り。

#### 伊勢鉄道
伊勢鉄道の1系統。
- 伊勢線：※特急「南紀」>＊快速「みえ」[注釈 22]>普通

#### 近江鉄道
近江鉄道の1系統。
- 快速>普通

#### 近畿日本鉄道
近畿日本鉄道の11系統。
- 大阪線：※特急（ノンストップ特急・甲特急）[注釈 23]>※特急（乙特急）[注釈 23]>快速急行>急行>準急>区間準急>普通[21]
- 山田線：※特急（ノンストップ特急・甲特急）[注釈 23]>※特急（乙特急）[注釈 23]>快速急行≧急行>普通
- 奈良線・難波線：※特急>快速急行>急行>準急>区間準急>普通[22]
- 京都線：※特急>急行>準急>普通[23]
- 橿原線：※特急>急行>普通[23]
- 天理線：※特急（臨時のみ）>急行・普通[23]
- 南大阪線：※特急>急行>区間急行>準急>普通[24]
- 吉野線：※特急>急行・準急・普通[24]
- 名古屋線：※特急（ノンストップ特急・甲特急）[注釈 23]>※特急（乙特急）[注釈 23]>急行>準急>普通[25]
- 鳥羽線：※特急（ノンストップ特急・甲特急）・※特急（乙特急）[注釈 23]>快速急行（大阪線系統のみ）・急行・普通[21]
- 志摩線：※特急（ノンストップ特急・甲特急）・※特急（乙特急）[注釈 23]>普通[21]

#### 京阪電気鉄道
京阪電気鉄道の1系統 。
- 京阪本線：＊快速特急「洛楽」[注釈 24]>＊特急[注釈 24] ≧※ライナー≧通勤快急>＊快速急行[注釈 24]>急行>通勤準急>準急>区間急行>普通

#### 南海電気鉄道
南海電気鉄道の2系統。
- 南海本線・空港線：※特急「ラピートα」>※特急「ラピートβ」・＊特急「サザン」・特急>急行>空港急行・-急行-・区間急行>準急行>普通[27]
- 高野線・泉北線：※特急「泉北ライナー」>※特急「こうや」・特急「りんかん」>快速急行>急行>区間急行>準急行>各駅停車[28]

#### 阪急電鉄
阪急電鉄の3系統。
- 京都本線・千里線：快速特急・直通特急>＊特急[注釈 25]>＊通勤特急[注釈 25]>＊準特急[注釈 25]>急行>準急>普通
- 宝塚本線：特急「日生エクスプレス」>通勤特急>急行>通勤急行>準急>普通
- 神戸本線・神戸高速線：特急（「A特急」含む）>通勤特急>直通特急（神戸方面発着）・準特急>急行・快速>直通特急（宝塚発着）・準急[注釈 26]>普通

#### 能勢電鉄
能勢電鉄の1系統。
- 妙見線：特急「日生エクスプレス」>普通

#### 阪神電気鉄道
阪神電気鉄道の3系統。
- 阪神本線：区間特急>直通特急・特急>快速急行>急行>区間急行>普通
- 阪神なんば線：快速急行>準急・区間準急・普通
- 神戸高速線：直通特急（赤）[注釈 27]>S特急>直通特急（黄）[注釈 27]・阪神特急・普通

#### 山陽電気鉄道
山陽電気鉄道の1系統。
- 本線：直通特急（赤）[注釈 27]>特急>直通特急（黄）[注釈 27]>S特急>阪神特急・普通

#### 神戸電鉄
神戸電鉄の1系統。
- 神戸高速・有馬・三田線・公園都市線：特快速>急行>準急>普通

#### WILLER TRAINS（京都丹後鉄道）
京都丹後鉄道の2系統。
- 宮福線：※特急「はしだて」・「たんごリレー」>快速「大江山」>普通
- 宮豊線：＊特急「はしだて」・「たんごリレー」[注釈 28]>普通

### 中国・四国地方
中国・四国地方は以下の通り。

#### 一畑電車
一畑電車の2系統。
- 北松江線：特急「スーパーライナー」>特急>急行[注釈 29]>普通
- 大社線：特急>急行>普通

#### 土佐くろしお鉄道
土佐くろしお鉄道の1系統。
- ごめん・なはり線：快速>普通

### 九州地方
九州地方は以下の通り。

#### 西日本鉄道
西日本鉄道の1系統。
- 天神大牟田線：特急>急行>普通

#### 松浦鉄道
松浦鉄道の1系統。
- 西九州線：快速>普通